# شابة وجميلة (فلم)
شابة وجميلة (Young and Beautiful) هو فيلم فرنسي يحكي عن شابة أسمها إيزابيل تجسد دورها الممثلة الفرنسية مارين فاكت، إيزابيل الفتاة الجميلة الجذابة التي تبلغ من العمر 17 عامًا، وبرغم صغر سنها لكن يمر عليها فصول السنة بشكل متناقض مع حالتها العاطفية، ففي إجازة فصل الصيف تسافر مع عائلتها لجنوب فرنسا، وهناك تقرر إيزابيل أن تعيش حياتها كفتاة جامحة تتصف بشكل ما بالانحراف والرذيلة، بعد فصل الصيف يأتي الخريف، ومعه تسلك إيزابيل مسلكا يغير حياتها وحياة من حولها.

## القصة
يتحدث الفيلم عن حياة الفتاة الفرنسية المراهقة «ايزابيل»، الفتاة التي تبدأ غامضة، وفي أحيان غريبة الأطوار، ثم تكون متمردة، ثم تبدأ «ايزابيل» بالإتجاة لطريق الدعارة في أحد الفنادق مع رجل عجوز لطيف كذب عليها بشأن عمره ولكنها لم تغضب ومارست معه الجنس مقابل المال الذي اتفقت عليه. وتبدأ الأم في ملاحظة تغيّرات الطباع على الابنة، فيما يلاحظ زوج الأم انوثتها ونضجها الجنسي، بينما لازال اخوها منشغلاً بمرحلة بلوغه، و«ايزابيل» مستمرة في ممارسة البغاء سراً. ولكن في إحدى المرات يحدث ما لم تتوقعه، حين يموت زبونها العجوز بنوبة قلبية اثناء ممارسته الجنس معها، حيث تم كشف أمر «ايزابيل» لعائلتها، ليختتم الأمر باجبار «ايزابيل» للذهاب إلى طبيب نفسي، ومن ناحية أخرى تعمل في المساء «جليسة أطفال» لدى صديقة أمها.

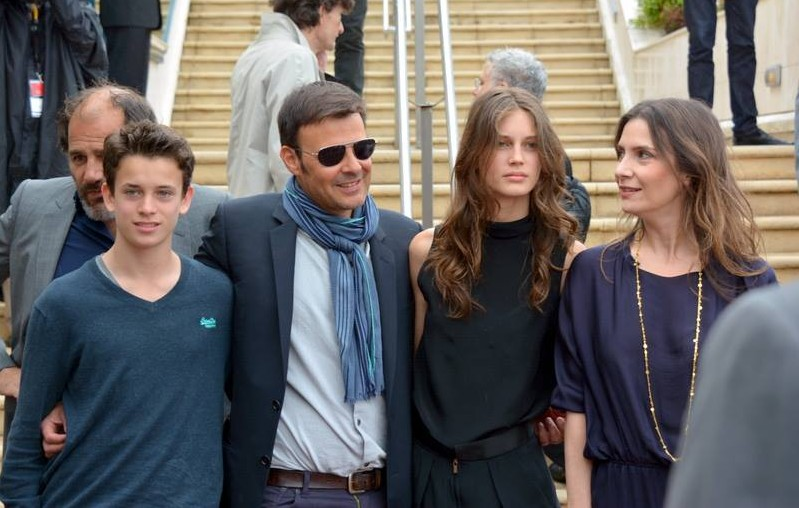
نجوم الفيلم مع المخرج فرانسوا أوزون

## وصلات خارجية
- مقالات تستعمل روابط فنية بلا صلة مع ويكي بيانات

- مخرج فرنسي يثير زوبعة بتصريحات عن الدعارة والنساء
- فيلم شابة وجميلة - لفرانسوا أوزون يبحث غموض عالم المراهقة والجنس